# 안동성소병원
안동성소병원은 경상북도 안동시 소재의 종합병원이다.

## 연혁
- 1909년 10월 1일 화성동 선교사 임시주택에서 최초 진료시작. 초대 병원장 A. G. 플레처 취임
- 1912년 2대 병원장 R. K. 스미스 취임
- 1914년 현 위치에 코닐리어스 베이커 기념병원 신축
- 1924년 3대 병원장 Z. T. 버코비츠.MD 취임
- 1931년 4대 병원장 H. D. 보 취임
- 1941년 태평양 전쟁(2차세계대전)으로 폐원
- 1949년 5대 병원장으로 G. T. 비거 취임. 병원재개 1950년 6.25 전쟁으로 병원 전파
- 1953년 6대 병원장으로 장승벽 취임. 성서신학원 입구에 애린진료소 이름으로 재개원
- 1956년 AFAK자재와 선교회 지원으로 현 병원위치에 2층으로 신축하여 이전
- 1959년 7대 정복득 병원장 취임
- 1994년 7월 14일 6대 이사장에 명성교회 당회장 김삼환 목사 취임
- 1996년 1월 13일 명성교회 당회장 김삼환 목사 명예이사장 추대
- 2005년 5월 6일 제1신관(신관 B동) 완공 및 진료
- 2009년 5월 4일 제2신관(신관 A동) 완공 및 진료
- 2012년 1월 의료기관인증 획득
- 2012년 7월 17일 심장/뇌 혈관센터 개소
- 2013년 2월 20일 11대 권정달 이사장 취임
- 2013년 11월 21일 제19대 김종흥 병원장 취임
- 2017년 3월 6일 간호간병통합서비스병동 개소
- 2018년 7월 20일 제 12대 이원형 이사장 취임
- 2020년 9월 2일 보건복지부 3주기 의료기관 인증 획득
- 2021년 9월 10일 감염병 전담병원 지정
- 2022년 4월 3일 제 13대 이원형 이사장 연임
- 2023년 6월 16일  간호간병통합서비스 병동 추가 개소